# Edna May
Edna May Pettie (2 de septiembre de 1878-1 de enero de 1948) conocida como Edna May, fue una actriz y cantante estadounidense, May era famosa por sus papeles principales en comedias musicales eduardianas.
                                                                                                                     

## Vida y carrera

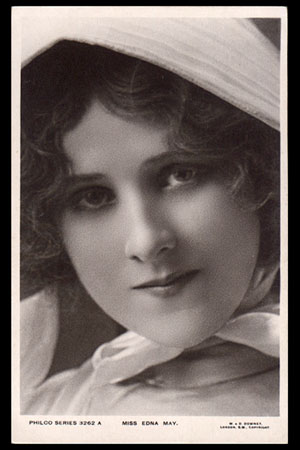
Edna May, c. 1900

May nació en Syracuse (Nueva York), hija de Edgar y Cora Petty. Tenía tres hermanos, Adelbert, Jennie y Marguerite. A la edad de 5 años, interpretó al pequeño Willy Allen en una producción de Dora. Al año siguiente, sus actuaciones "cautivo a un número de audiencias con su voz infantil". A la edad de 7 años, se había unido a una compañía de ópera infantil y realizó varias producciones de Gilbert y Sullivan en Syracuse. Estudió música en el Conservatorio de Nueva York.
May hizo su debut profesional en 1895 en Si Stebbings en Syracuse. Luego se mudó a Nueva York para interpretar el pequeño papel de Clairette en el espectáculo de Broadway de Oscar Hammerstein, Santa María. En ese año, se casó con Fred Titus, quien ostentaba un récord mundial en ciclismo. No tuvieron hijos y se divorciaron en 1904.

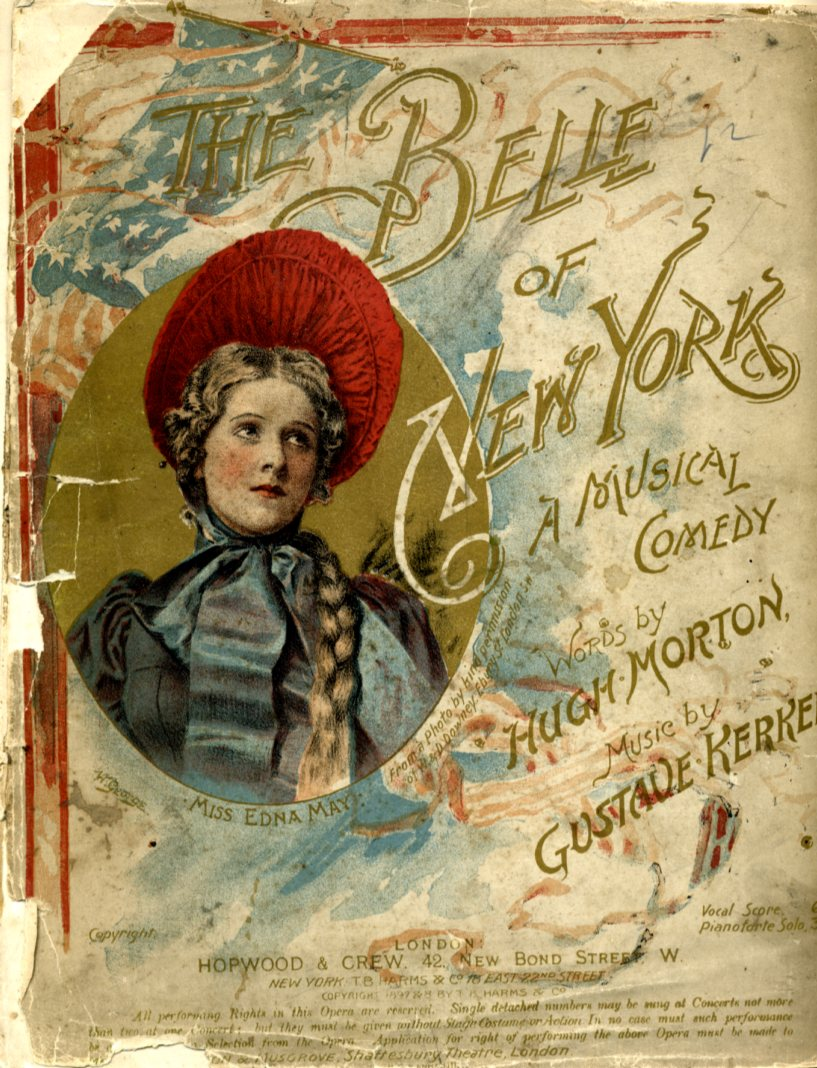
Portada de The Belle of New York

En 1897, May interpretó a Violet Grey en The Belle of New York. Al año siguiente, la producción se presentó en Londres, convirtiéndose en un éxito y con 697 presentaciones, convirtiendo a May en una estrella. Después, entre otros, interpretó a Gabrielle Dalmonte en An American Beauty en Londres (1900), Olga en The Girl from Up There (1901), Edna Branscombe en Three Little Maids (1902), Lillian Leigh en The School Girl (1903-1904), Say-So-San en The Darling of the Guards (1904), Alesia en La poupée (1904), y Angela en The Catch of the Season (1905) en Nueva York.

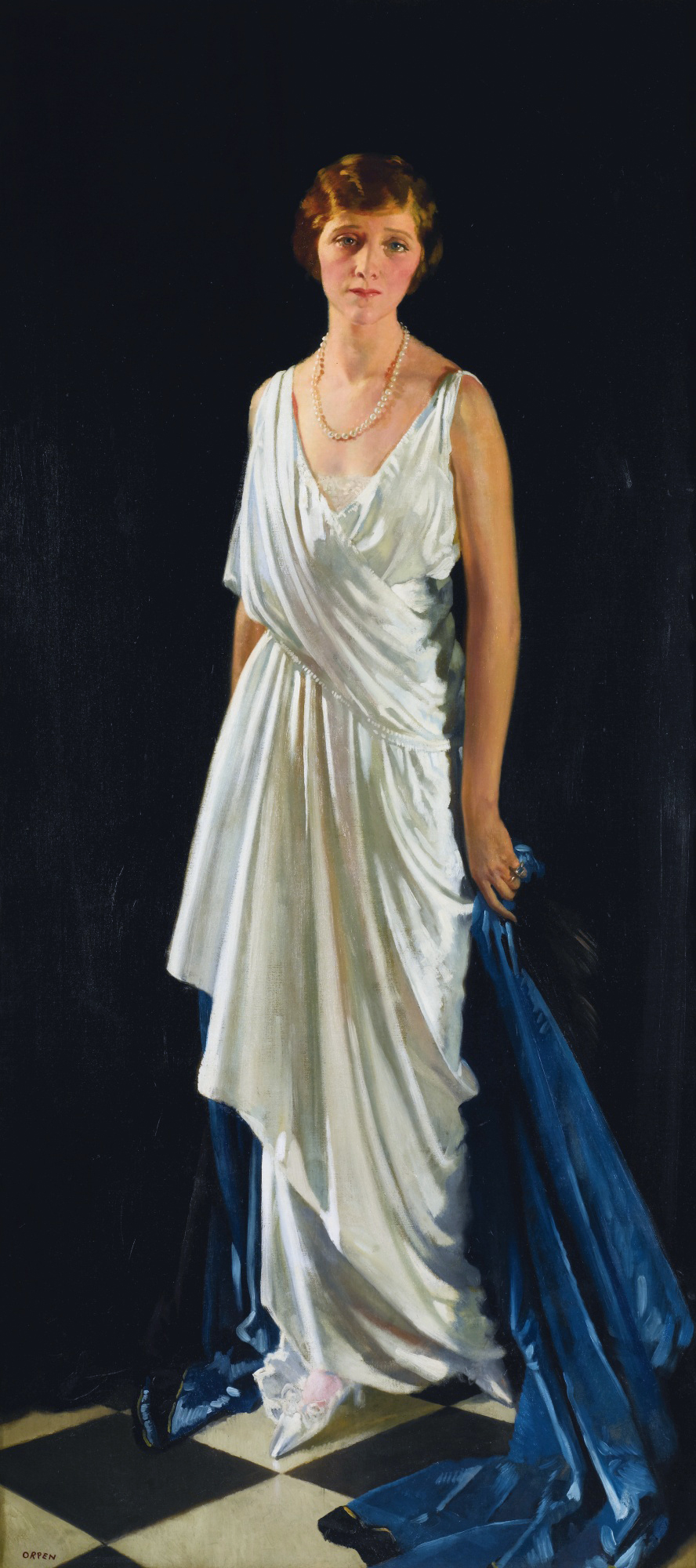
May en 1915, por William Orpen

May era conocida por su belleza y recibió una gran valoración en sus admiradores masculinos. En 1907, se casó con el millonario Oscar Lewisohn y se retiró de los escenarios. La pareja se instaló a Inglaterra. No tuvieron hijos y Lewisohn murió en 1917.
May vivió en Winkfield, Berkshire durante su jubilación, pero regresó brevemente a los escenarios en 1911 con las representaciones benéficas de The Belle of New York en el Teatro Savoy y The Masque of Peace and War en 1915. En 1911, apareció en la película Forgotten. Protagonizó una película de 1916 llamada Salvation Joan, donando las ganancias a la caridad.
Murió en Lausana, Suiza, a los 69 años.